# Agrotera albalis
Agrotera albalis là một loài bướm đêm trong họ Crambidae.